# Gabriele Auber
Gabriele Auber (Trieste, 20 febbraio 1994) è un tuffatore italiano.

## Biografia
Cresciuto nella Edera Trieste, ai Campionati europei di tuffi di Kiev 2017 ha ottenuto il quinto posto nel concorso del trampolino 3 metri sincro in coppia con Lorenzo Marsaglia.
Ha rappresentato la nazionale italiana ai campionati mondiali di nuoto di Budapest 2017. È allenato da Nicola Marconi.

## Palmarès
- Universiadi

Taipei 2017: bronzo nel sincro 3m maschile e misto.
Napoli 2019: bronzo nel trampolino 1 metro maschile.
- Giochi mondiali militari

Wuhan 2019: bronzo nel sincro 3 m;